# Sárvár vasútállomás
Sárvár vasútállomás egy Vas vármegyei vasútállomás, amit a MÁV üzemeltet. Sárvár központjának északi szélén helyezkedik el, közúti elérését a 8446-os útból kiágazó 84 326-os számú mellékút biztosítja. Helyközi buszjáratok érintik.

## Áthaladó vasútvonalak
- Székesfehérvár–Szombathely-vasútvonal (20)

Korábban itt volt a Sárvár–Répcevis–Felsőlászló-vasútvonal végállomása is.

## Forgalom
| Járat                | Útvonal | Gyakoriság                            |
| -------------------- | --- | ------------------------------------- |
| személyvonat         | Celldömölk – Kemenesmihályfa – Nagysimonyi – Ostffyasszonyfa – Sárvár – Porpác – Vép – Szombathely | Napi 5 pár                            |
| személyvonat         | Veszprém – Márkó – Herend – Szentgál – Városlőd – Városlőd-Kislőd – Ajka – Ajka-Gyártelep – Devecser – Somlóvásárhely – Tüskevár – Karakószörcsök – Kerta – Boba – Nemeskocs – Celldömölk – Kemenesmihályfa – Nagysimonyi – Ostffyasszonyfa – Sárvár – Porpác – Vép – Szombathely | Napi 3-4 pár                          |
| Lesence sebesvonat   | Szombathely – Sárvár – Celldömölk – Ukk – Sümeg – Tapolca – Raposka – Balatonederics – Balatongyörök – Vonyarcvashegy – Gyenesdiás – (Alsógyenes →) Keszthely | Nyáron napi 1 pár                     |
| Rába InterRégió      | Szombathely → Sárvár → Celldömölk → Mezőlak → Pápa → Vaszar → Szerecseny → Gyömöre-Tét → Győrszabadhegy → Győr → Komárom → Tata → Tatabánya → Bicske → Budapest-Kelenföld → Ferencváros → Budapest-Keleti | Iskolaidőben vasárnap 1 Budapest felé |
| Kék Hullám InterCity | Budapest-Déli – Budapest-Kelenföld – Székesfehérvár – Balatonalmádi – Balatonfüred – Aszófő – Örvényes – Balatonudvari – Fövenyes – Balatonakali-Dörgicse – Zánka-Erzsébettábor – Zánka-Köveskál – Balatonszepezd – Révfülöp – Balatonrendes – Ábrahámhegy – Badacsonytomaj – Badacsony – Badacsonylábdihegy – Badacsonytördemic-Szigliget – Nemesgulács-Kisapáti – Tapolca – Boba – Celldömölk – Sárvár – Szombathely | Nyáron napi 1-2 pár                   |
| Bakony InterCity     | Budapest-Déli – Budapest-Kelenföld – Székesfehérvár – Várpalota – Pétfürdő – Öskü – Hajmáskér – Veszprém – Ajka – Devecser – Boba – Celldömölk – Sárvár – Szombathely | 2 óránként                            |